# Corpus Speculorum Etruscorum
Corpus Speculorum Etruscorum é um projeto internacional com o objetivo de publicar todos os espelhos de bronze etruscos existentes. Os três primeiros volumes foram publicados em 1981. Foram produzidos um total de trinta e seis fascículos.

## Antecedentes
O primeiro grande estudo sistemático do espelho etrusco foi o Etruskische Spiegel de Eduard Gerhard. A obra consiste em cinco volumes publicados entre 1843 e 1897 (o volume final foi publicado após a morte de Gerhard). Em 1973 foi tomada a decisão de fazer uma nova publicação que pudesse substituir a obra ultrapassada de Gerhard. 

## Volumes atuais

### Bélgica
1. CSE Belgique 1. Bruxelles, Institut Royal du Patrimoine Artistique; Courtrai, Museum voor Oudheidkunde en Sierkunst; Gand, Museum voor Oudheidkunde der Rijksuniversiteit; Hamme, Museu Van Bogaert-Wauters; Louvain-la-Neuve, Musee de l'Institut Supérieure d'Archeologie et d'Histoire de l'Art de l'UCL; Morlanwelz, Museu Real de Mariemont; Privees de coleções. Roger Lambrechts 1987.

### Dinamarca
1. CSE Dinamarca 1. Copenhag, o Museu Nacional Dinamarquês, a Ny Carlsberg Glyptothek. Helle Salskov Roberts. 1981.

### França
1. CSE França 1. Paris, Musée du Louvre 1. Paris, Denise Emmanuel-Rebuffat. 1988.
2. CSE França 1. Paris, Musée du Louvre 2. Paris, Denise Emmanuel-Rebuffat. 1991.
3. CSE França 1. Paris, Musée du Louvre 3. Paris, Denise Emmanuel-Rebuffat. 1997.
4. CSE França 1. Paris, Musée du Louvre 4. Paris, Denise Emmanuel-Rebuffat. 2009.

### Alemanha
Deutsche Demokratische Republik
1. CSE DDR 1. Berlim, Staatliche Museen, Antikensammlung. Geraldo Heres. 1986.
2. CSE DDR 2. Dresden, Staatliche Kunstsammlungen, Skulpturesammlung; Leipzig, Museu des Kusthandwerks; Gotha, Schlossmuseum; Jena, Friedrich-Schiller-Universität. Geraldo Heres. 1987.
Bundesrepublik Deutschland
1. CSE BRD 1. Bad Schwalbach, Bochum, Bonn, Darmstadt, Essen, Frankfurt, Kassel, Köln, Mainz, Mannheim, Schloss Fasanerie bei Fulda. Ursula Höckmann. 1987.
2. CSE BRD 2. Braunschweig, Göttingen, Hamburgo, Hannover, Kiel, Münster, Steinhort, Wolfenbüttel. Úrsula Liepmann. 1988.
3. CSE BRD 3. Stuttgart, Tübingen, Privatsammlungen Esslingen, Stuttgart, Munique. B. v. Freitag Gen. Löringhoff. 1988.
4. CSE BRD 4. Staatliche Museen zu Berlin. Antikensammlung 2. Gerhard Zimmer, 1995.

### Grã-Bretanha
1. CSE Grã-Bretanha 1. Museu Britânico 1. Judith Swaddling. 2001.
2. CSE Grã-Bretanha 2. Cambridge: Corpus Christi College, Museu Fitzwilliam, Museu de Arqueologia e Antropologia, Museu de Arqueologia Clássica. Richard Nicholls 1993.
3. CSE Grã-Bretanha 3. Oxford: Ashmolean Museum, Claydon House, Pitt Rivers Museum. Nancy Thomson de Grummond 2007.

### Hungria e Tchecoslováquia
1. CSE Hongrie, Tchecoslováquia. JG Szilágyi e Jan Bouzek. 1992.

### Itália
1. CSE Italia 1. Bolonha, Museo Civico 1. Giuseppe Sassatelli. 1981.
2. CSE Italia 1. Bolonha, Museo Civico 2. Giuseppe Sassatelli. 1981.
3. CSE Italia 2. Perugia, Museo Archeologico Nazionale 1. Alba Frascarelli. 1995.
4. CSE Italia 3. Volterra, Museo Guarnacci 1. Gabriele Cateni. 1995.
5. CSE Italia 4. Orvieto, Museo "Claudio Faina". Maria Stella Pacetti. 1998.
6. CSE Italia 5. Viterbo, Museo Archeologico Nazionale. Gabriella Barbieri, com colaboração de Lorenzo Galeotti. 1999.
7. CSE Italia 6. Roma, Museo Nazionale Etrusco di Villa Giulia 1. Maria Paola Baglione e Fernando Gilotta, com colaboração de Lorenzo Galeotti.
8. CSE Italia 6. Roma, Museo Nazionale Etrusco di Villa Giulia 2. Elena Foddai. 2009.
9. CSE Italia 6. Roma, Museo Nazionale Etrusco di Villa Giulia-Antiquarium 3. La Collezione del Museo Kircheriano. Maria Stella Pacetti. 2011.
10. CSE Italia 7. Roma, Museo Nazionale Romano 1. Museo delle Antichità etrusche e italiche, Sapienza- Università di Roma. Laura Ambrosini. 2012.
11. CSE Italia 8. Musei dell'Etruria Padana: Marzabotto, Monterenzio, Spina, Adria, Modena, Reggio Emilia, Parma. Giuseppe Sassatelli e Andrea Gaucci. 2018.

### Holanda
1. CSE Holanda. Amsterdã, Museu Allard Pierson. Haia, Museu Gemeente. Haia, Museu Meermanno-Westreenianum. Leiden, Rijksmuseum van Oudheden. Nijmegen, Rijksmuseum Kam. Utrecht, Instituto Arqueológico - Universidade Estadual, Coleção particular "Meer". L. Bouke van der Meer. 1983.

### Polônia
1. CSE Polonia 1. Witold Dobrowolski. Próximo.

### Noruega e Suécia
1. CSE Noruega-Suécia 1. Oslo, Göteborg, Lund, Mora, Estocolmo, Coleções Particulares. Ingela MB Wiman. 2018.

### Suíça
1. CSE Schweiz 1. Basileia, Schaffhausen, Berna, Lausanne. Inês Jucker. 2001.

### EUA
1. CSE USA 1. Coleções do Centro-Oeste. Ricardo Daniel De Puma. 1987.
2. CSE USA 2. Boston e Cambridge, Boston: Museu de Belas Artes, Cambridge: Museus da Universidade de Harvard. Ricardo Daniel De Puma. 1993.
3. CSE USA 3. Nova York, o Metropolitan Museum of Art. Larissa Bonfante. 1997.
4. CSE USA 4. Coleções do Nordeste. Ricardo Daniel De Puma. 2005.
5. CSE USA 5. Coleções da Costa Oeste. Evelyn E. Bell, Helen Nagy. 2021.

### Cidade do Vaticano
1. CSE Stato della Città del Vaticano 1. Città del Vaticano, Museo Profano della Biblioteca Apostólica Vaticana; Roma, coleção de antiguidades dell'Abbazia di San Paolo fuori le mura. Roger Lambrechts. 1995.

## Referência
1. ↑  Revisão: "Corpus Speculorum Etruscorum", por G. Lloyd-Morgan The Journal of Roman Studies 73 (1983), p. 233-5